# Palamedes (videojuego)
Palamedes (パラメデス Paramedesu?) (パラメデス, Paramedesu?) Es un videojuego de rompecabezas lanzado en 1990 por Taito.

## Jugabilidad
Palamedes Es un juego de rompecabezas que requiere que el jugador empareje los dados que aparecen en la parte superior de la pantalla. Utilizando el botón "B", el jugador puede cambiar el número en sus dados, para luego lanzarlos con el botón "A" cuando el número coincida con algún dado de la parte superior de la pantalla, lo que hace desaparecer el dado objetivo. El jugador puede jugar en modo solitario contra el ordenador u otro jugador, o en modo de torneo contra adversarios controlados por inteligencia artificial. Los dados tienen seis caras, lo que hace difícil emparejar y desaparecer todos los números en la pantalla.

## Adaptaciones
Adaptaciones del juego fueron publicadas para el NES, MSX, FM-Towns y Game Boy por HOT-B. La secuela, disponible únicamente en Japón, Palamedes 2: Star Twinkles, fue lanzada en 1991 para el NES por HOT-B. Ésta presentó muchos de los mismos elementos básicos del gameplay junto con un fondo completamente nuevo para los niveles.

## Recepción
La revista Famitsu puntuó la versión de Game Boy del juego con un 22 de 40.